# Myzomela eques
El mielero barbirrojo (Myzomela eques) es una especie de ave paseriforme de la familia Meliphagidae que vive en Nueva Guinea e islas menores cercanas.

## Subespecies
- Myzomela eques eques (Lesson & Garnot, 1827)
- Myzomela eques karimuiensis (Diamond, 1967)
- Myzomela eques nymani (Rothschild & Hartert, 1903)
- Myzomela eques primitiva (Stresemann & Paludan, 1932)

## Distribución y hábitat
Puede encontrarse en las selvas de Nueva Guinea e islas menores circundantes, distribuida tanto por Indonesia como Papúa Nueva Guinea.